# Elmina D. Slenker

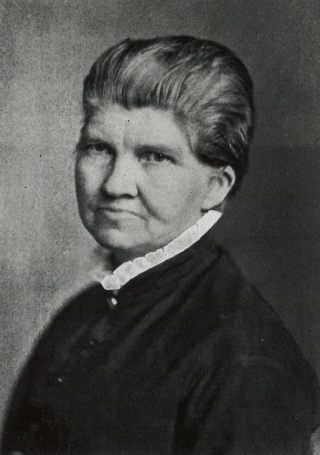
Líder del librepensamiento estadounidense del y una de las primeras reformadoras sexuales, Elmina Drake Slenker fue colaboradora habitural del periódico Lucifer el Portador de la Luz y una promotora temprana del Dianismo.

Elmina Drake Slenker, nacida Elizabeth Drake (23 de diciembre de 1827 - 1 de febrero de 1908), fue una autora americana del siglo XIX y una figura líder del movimiento librepensador, además de una reformista sexual. Una contribuidora más que regular en el periódico anarquista Lucifer el Portador de la Luz, Slinker advocaría por una práctica sexual llamada Dianismo. Elmina sería arrestada por violar la Ley de Comstock, que ilegalizaba el uso del servicio postal estadounidense para enviar contenido sexual explícito. Sería encarcelada por varios meses y sujeta a juicio hasta ser liberada por tecnicidad.

## Primeros años de vida
Elizabeth Drake nacería el 23 de diciembre de 1827 en una familia de cuáqueros en La Grange, Nueva York. Su padre, Thomas Drake, era un predicador que había sido expulsado por herejía. Era la menor de seis hermanas, además de ser una miembro activa del Movimiento por la Templanza.
Era atea. En 1866, publicó una serie de artículos en el Boston Investigator sobre partes de la Biblia que consideraba improbables o cuestionables. En 1870, estos artículos serían publicados en forma de libro bajo el título Studying the Bible o Brief Criticisms on Some of the Principal Scripture Texts.
Buscando contraer matrimonio, con 26 años decidió colocar un anuncio en busca de esposo en el "Water-Cure Journal". Esta publicidad personal recibió más de sesenta respuestas, entre ellas se encontraba Isaac Slenker, hombre con el que se terminaría casando en 1856.
Slenker fue editora en el "Water-Cure Journal" y contribudora en el "Free Love Journal".
Era frecuente en ella firmar sus cartas como "Tía Elmina".

## Cargos de obscenidad
En abril de 1887, Elmina fue arrestada por violar la ley de Comstock, y pasó seis meses en prisión hasta que sería procesada el 12 de julio de ese mismo año.En octubre, participó en un juicio como acusada y Henry M. Parkhurst, astrónomo y dianista, testificaría en su defensa brevemente. Hallada culpable, terminaría siendo liberada por una tecnicidad por un juez el 4 de noviembre.

## Dianismo
Elmina promovería el dianismo en diciembre de 1889 en el diario Word de Ezra Heywood, y seguiría con su campaña de promoción desde ese año hasta 1897 con publicaciones en diarios de prensa como Lucifer el Portador de Luz. Slenker aconsejaría a sus lectores que "conservaran las fuerzas vitales y que no las gastaran innecesariamente en paroxismos de placer". Además, se describiría como una amante libre dianista.

## Vida posterior
Desde 1892 hasta 1898, Elmina publicaría El pequeño librepensador (The Little Freethinker), una revista para niños, y también sería autora de "Los Darwin", o de la "Profesor de escuela infiel". Además, se la considera usualmente autora de "Las víctimas del clérigo" de 1881, si bien solo lo promocionó. En una ocasión, Elmina posaría en una fotografía espiritual. En 1884, Elmina propondría establecer una oficina de correo para los radicales sexuales.
Elmina fallecería el 1 de febrero de 1908.

## Obras
- Estudiando la Biblia (1870)
- Profesor de escuela infiel (1883) [40]
- Los Darwin: un romance radical nacional (1879) [41]
- "Dianismo", en Lucifer el Portador de la Luz del 14 de abril de 1897 [42]